# Madisonville (Kentucky)
Madisonville és una població dels Estats Units a l'estat de Kentucky. Segons el cens del 2000 tenia 19.307 habitants.

## Demografia
Segons el cens del 2000, Madisonville tenia 19.307 habitants, 8.077 habitatges, i 5.330 famílies. La densitat de població era de 418,8 habitants/km².
Dels 8.077 habitatges en un 30% hi vivien nens de menys de 18 anys, en un 48,8% hi vivien parelles casades, en un 14,2% dones solteres, i en un 34% no eren unitats familiars. En el 30,4% dels habitatges hi vivien persones soles el 13,3% de les quals corresponia a persones de 65 anys o més que vivien soles. El nombre mitjà de persones vivint en cada habitatge era de 2,31 i el nombre mitjà de persones que vivien en cada família era de 2,87.
Per edats la població es repartia de la següent manera: un 23,9% tenia menys de 18 anys, un 8,3% entre 18 i 24, un 27,4% entre 25 i 44, un 23,6% de 45 a 60 i un 16,8% 65 anys o més.
L'edat mediana era de 39 anys. Per cada 100 dones de 18 o més anys hi havia 81,7 homes.
La renda mediana per habitatge era de 31.097$ i la renda mediana per família de 38.688$. Els homes tenien una renda mediana de 32.064$ mentre que les dones 20.940$. La renda per capita de la població era de 19.381$. Entorn del 13% de les famílies i el 16,4% de la població estaven per davall del llindar de pobresa.

## Poblacions més properes
El següent diagrama mostra les poblacions més properes.